# Fatima Al Qadiri
Fatima Al Qadiri (arabisch فاطمة القديري, DMG Fāṭima al-Qādirī; geb. Juli 1981 in Dakar, Senegal) ist eine kuwaitische Musikerin und Konzeptkünstlerin.

## Leben
Ihre Mutter ist die Malerin Thuraya Al-Baqsami, ihre Schwester die Künstlerin Monira Al Qadiri. Ihr Vater war ein kuwaitischer Diplomat, weswegen sie im Senegal geboren wurde. Mit zwei Jahren zog sie nach Kuwait. Bildnerische Kunst war in ihrer Kindheit sehr wichtig. Während des Zweiten Golfkriegs schrieben die beiden Schwestern ihr erstes Lied.
Nach dem Schulabschluss erhielt sie ein Stipendium des Bildungsministeriums von Kuwait, um in den Vereinigten Staaten zu studieren. Ab 1999 studierte sie an verschiedenen Universitäten, bis sie schließlich in New York Linguistik und Kunst studierte. Sie lebte bis 2015 in New York.
Unter dem Namen Ayshay produzierte sie A-cappella-Musik.

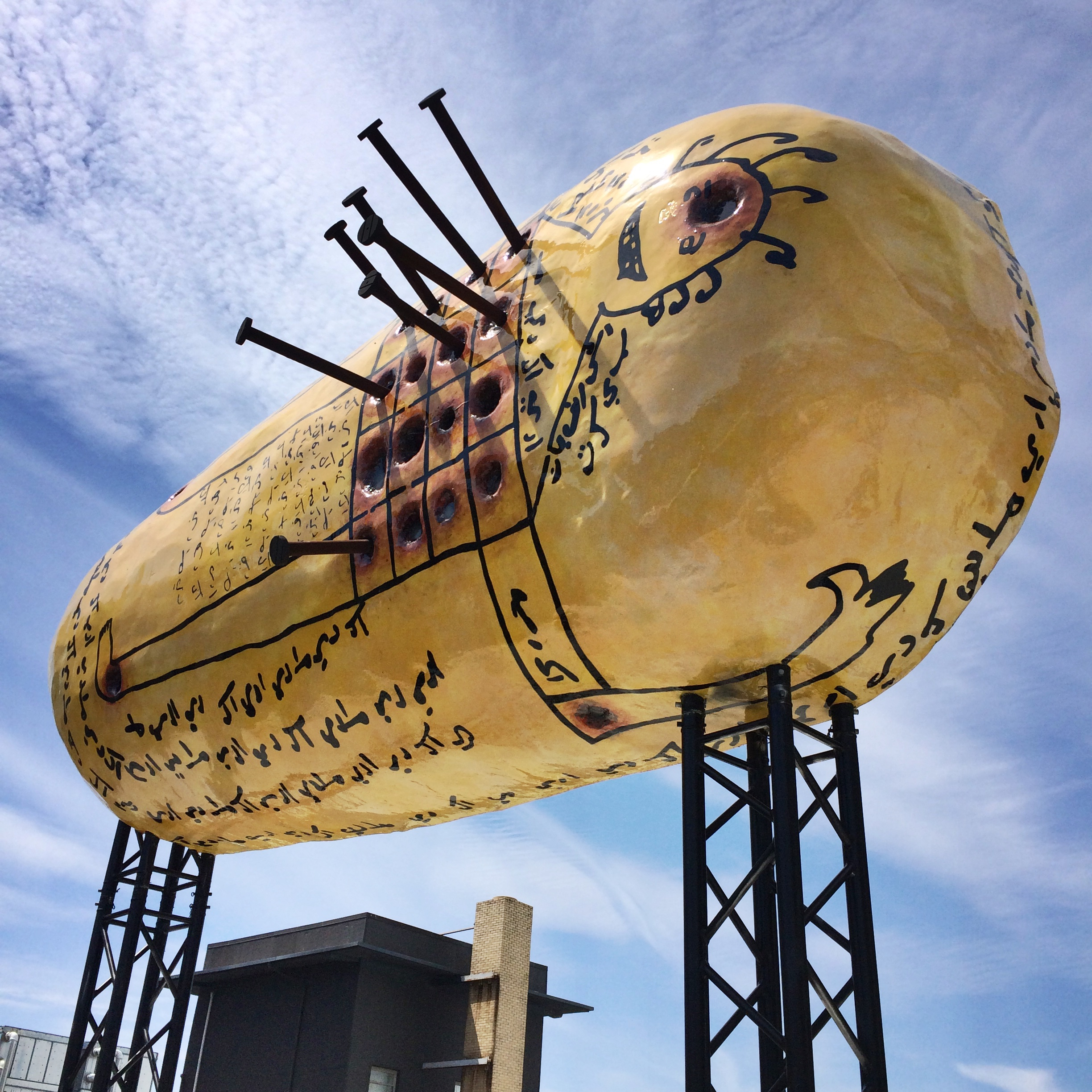
Installation von GCC auf der Whitney Biennial 2017

Gemeinsam mit ihrer Schwester und sieben weiteren ist sie Teil des Kunstkollektivs GCC, benannt nach dem Golf-Kooperationsrat (Gulf Cooperation Council). 2012 schufen die Künstler gemeinsam das Kunstprojekt Mendeel Um A7mad (NxIxSxM), wofür sie eine Förderung des Arab Fund for Arts and Culture erhielten. Daraufhin bildete sich das Kollektiv 2013 in der VIP-Lounge des Art Dubai. Fatima Al Qadiri und Khalid al Gharaballi, ebenso Mitglied des Kollektivs, arbeiten bereits seit 2006 zusammen.
Sie ist auch Mitglied des Musikkollektivs Future Brown.
Für die Berlin Biennale im Jahr 2016 schuf sie gemeinsam mit Hito Steyerl und Juliana Huxtable den Soundtrack.
Die EP Shaneera aus dem Jahr 2017 ist nach einem arabischen umgangssprachlichen Wort für eine queere Person benannt. Die Musik der EP verbindet die arabische Musikrichtung Chalidschi mit den elektronischen Musikgenres Trap und Grime.
Sie lebt in Berlin.

## Diskografie

### Alben
- Asiatisch (2014; Hyperdub)
- Brute (2016; Hyperdub)
- Medieval Femme (2021; Hyperdub)

### EPs
- Warn-U (2011; Tri Angle)
- Genre-Specific Xperience (2011; UNO)
- GSX Remixes (2012; UNO)
- Desert Strike (2012; Fade to Mind)
- Shaneera (2017; Hyperdub)
- Gumar (2023; Hyperdub)

### Filmmusik
- Atlantique (2019)
- La abuela (2022)